# Diète perpétuelle d'Empire

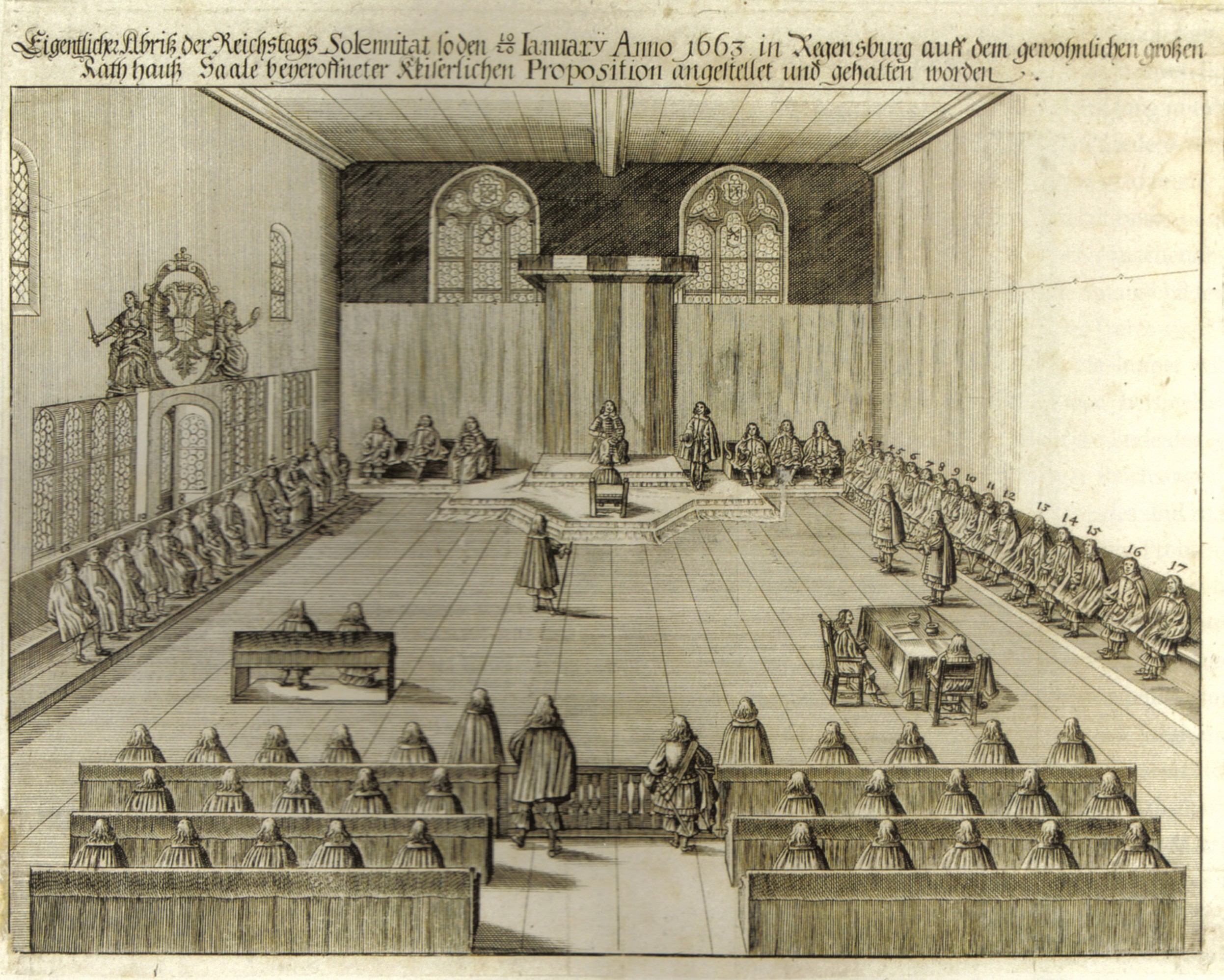
Représentation de la Diète perpétuelle (1663).

La Diète perpétuelle d'Empire, (en allemand : Immerwährender Reichstag) était, de 1663 à 1806, la représentation des États du Saint-Empire romain germanique siégeant à la ville libre de Ratisbonne.

## Histoire

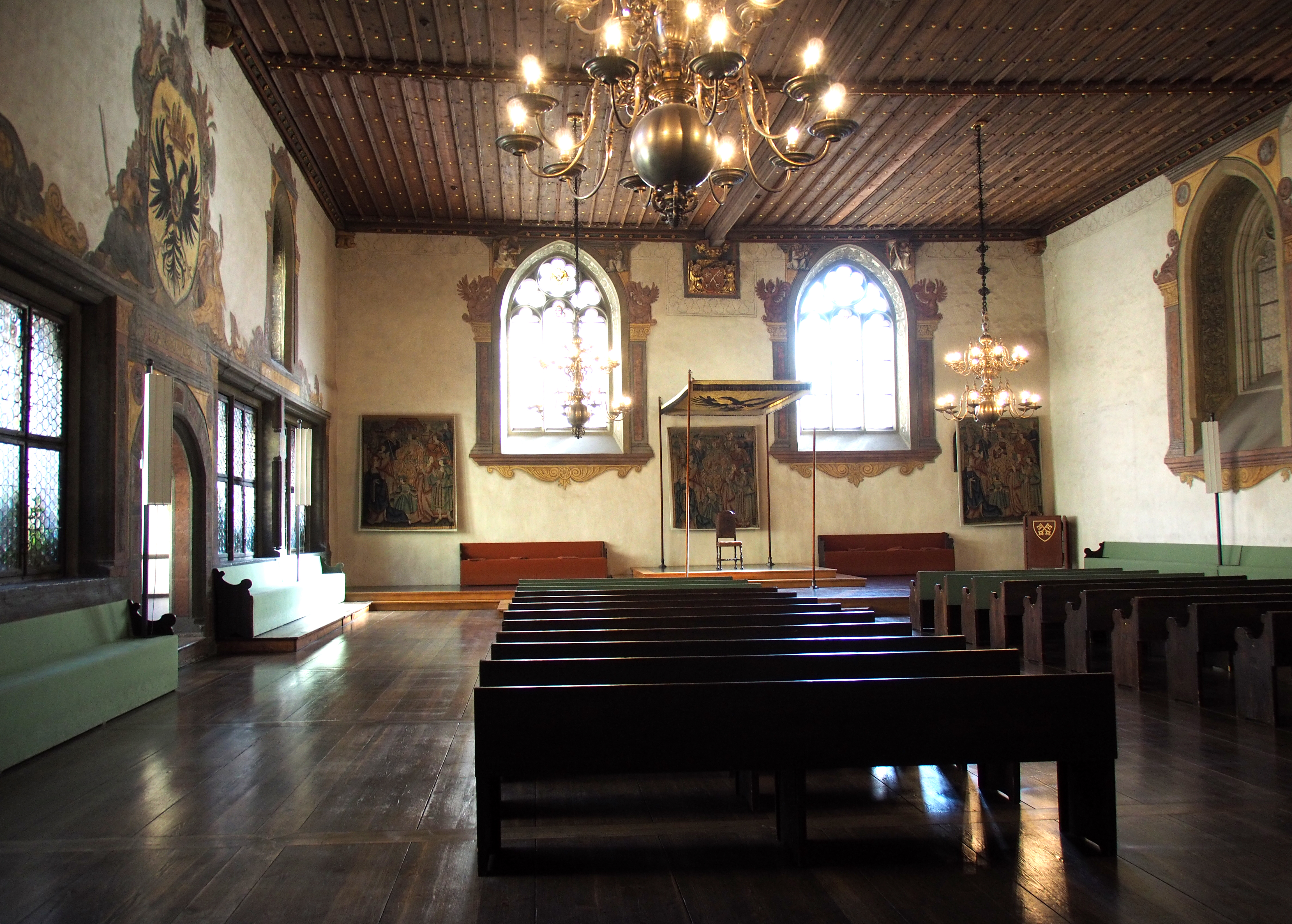
La salle de réunion.

Alors que l'assemblée des États impériaux, la Diète d'Empire, siégeait dans différentes villes, elle siège à partir de 1594 uniquement dans l'hôtel de ville de Ratisbonne puis n'est plus dissoute à partir de 1663, devenant la « diète perpétuelle ». Cette permanence initialement n'était pas prévue : dès le 25 août 1661, l'empereur Léopold Ier prend la décision de convoquer la diète. La lettre de convocation est datée du 8 février 1662 ; et la diète, convoquée pour le 8 juin 1662,. Elle s'ouvre le 20 janvier 1663,. Les représentants des États se sont réunis afin d'examiner et de prendre position sur la menace de guerre entre la monarchie de Habsbourg et l'Empire ottoman à la frontière orientale (culminant dans la quatrième guerre austro-turque). Léopold Ier a demandé aux États de l'argent ; par ailleurs, les princes ont fait pression pour leur participation aux négociations relatives à la capitulation électorale (Wahlkapitulation), les modalités d'élection du roi des Romains par les désormais huit princes-électeurs.
A l'issue de discussions prolongées, la réunion a abouti à l'élaboration d'une capitulation électorale perpétuelle (Capitulatio perpetua) ayant pour objectif de fixer le statut des futurs rois et empereurs à l'avance. De cette façon, les princes-électeurs ont tenté de protéger leur position politique dominante dans toutes les affaires impériales. En outre, l'assemblée a dû se pencher sur les questions découlant de la guerre de Trente Ans non résolues par le dernier recès impérial (Jüngster Reichsabschied) de 1653-1654. De ce fait, après plusieurs années des débats, il s'est alors avéré que la diète ne fut plus achevée de façon formelle et ses décisions ne purent donc pas aboutir à des recès impériaux, mais seulement des décisions simples. Dans les années 1670, la politique des Réunions menée par le roi Louis XIV de France à la frontière occidentale gagnait des places dans l'agenda de la Diète ; à ce temps, l'assemblée permanente était déjà devenue un fait acquis.
La Diète devient principalement une assemblée des émissaires comitiaux (Komitialgesandte) représentant les princes qui eux-mêmes ne participaient guère aux réunions. L'empereur y est représenté par des commissaires principaux (Prinzipalkommissare), poste qui appartient constamment à la maison de Thurn und Taxis à partir de 1748. La ville de Ratisbonne fut également le siège d'environ 70 légations d'États étrangers. 

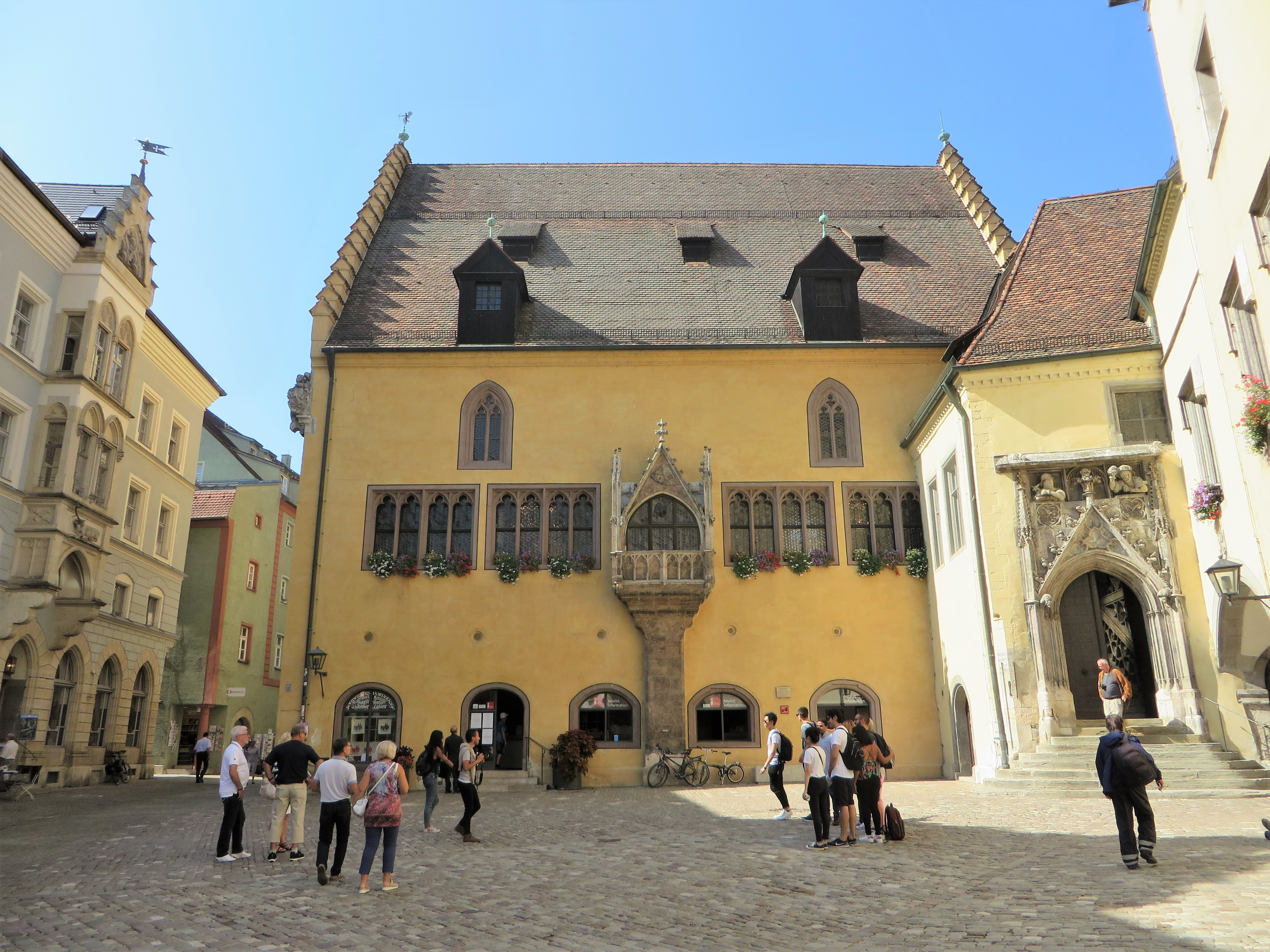
L'hôtel de ville de Ratisbonne.

En 1713 et en 1714, l'existence de la peste à Ratisbonne obligea l'assemblée à se retirer temporairement à Augsbourg. Pendant la guerre de succession d'Autriche, à partir de 1740, le royaume de Prusse se montra à la hauteur de la dynastie impériale des Habsbourg ; ils développèrent tous les deux une très forte rivalité. Durant le court règne de l'empereur Charles VII jusqu'en 1745, la Diète siègait à Francfort-sur-le-Main. En novembre 1792, l'assemblée, sur demande de l'empereur François II, a approuvé l'entrée en guerre de la Première Coalition ; en conséquence, les députés de la Diète au congrès de Rastatt ont dû accepter la perte des territoires sur la rive gauche du Rhin, stipulée dans le traité de Campo Formio en 1797 et confirmée par le traité de Lunéville en 1801.
La fin de la Diète perpétuelle est parachevée par le Recès d'Empire du 25 février 1803. Il est décidé, en vertu de l'accord entre la Première République française et le Saint-Empire et en conséquence du traité de Lunéville, la sécularisation et la médiatisation des États afin de dédommager des princes allemands des terres au-delà du Rhin, perdues en faveur de la France au cours des guerres napoléoniennes. Le 11 août 1804, François II prend le titre d'empereur d'Autriche, sans consultation de la Diète. Enfin, le fait que les princes allemands ont quitté la Diète d'Empire en signant le traité de la confédération du Rhin le 12 juillet 1806 ; un acte qui amène l'empereur à renoncer à la couronne du Saint-Empire le 6 août 1806. Les émissaires de la Diète se dispersèrent sans avoir pris une décision ultérieure.